# Jornada Mundial da Juventude de 2002
A XVII Jornada Mundial da Juventude de 2002 (ou apenas JMJ 2002) foi um festival de encontro da juventude católica, realizado entre 23 e 28 de julho de 2002, em Toronto, no Canadá. A Jornada Mundial da Juventude é uma celebração de fé iniciada pelo Papa João Paulo II, realizada em nível internacional a cada dois ou três anos. Foi a última Jornada Mundial da Juventude do Papa João Paulo II. Estimou-se em 400 000 a 500 000, o número de participantes vindos de todo o mundo na semana de eventos. Embora a JMJ seja essencialmente destinada aos católicos, também atrai um número considerável de pessoas de outras religiões, sendo assim uma celebração multirreligiosa.
Como o evento é em última análise, uma expressão de fé através do serviço aos outros, a JMJ 2002 contou com o apoio de cerca de 25 mil voluntários e cerca de 100.000 peregrinos passaram-se três horas cada em um dos 750 projetos de serviço social.
O tema do evento foi: "Vós sois o sal da terra... Vós sois a luz do mundo." (Mateus 5:13-14)
A onda de espiritualidade católica que seguiu a Jornada Mundial da Juventude  de 2002 no Canadá levou ao estabelecimento da primeira rede de televisão nacional católica canadense, a Salt + Light Television. O frei Thomas Rosica, que era o Diretor Nacional da JMJ 2002, também é o fundador e diretor executivo da nova estação de televisão.

## Fonte
- Site oficial do Vaticano